# Сигизмунд Кейстутович
Сигизму́нд (Жигимонт) Ке́йстутович (бел. Жыгімонт Кейстутавіч, лит. Žygimantas Kęstutaitis, ок. 1365—20 марта 1440, Троки) — князь мозырский (1385—1401), новогрудский (1401—1406) и стародубский (1406—1432), великий князь литовский с 1432 по 1440 год. Сын князя трокского и жемайтского Кейстута от брака с Бирутой, младший брат великого князя литовского Витовта.

## Биография
Во время борьбы за власть между Витовтом и Ягайло был пленён последним (1382—1384). В 1384 году в Кёнигсберге вместе с Витовтом заключил договор с Тевтонским орденом против Ягайло, но в 1386 году присягнул Ягайло. В 1386 году крестился по католическому обряду в Кракове вместе с другими Гедиминовичами. В 1389 году послан Витовтом в Пруссию для переговоров о совместном с орденом выступлении против Ягайло. К 1398 году был заложником у великого магистра в Мариенбурге. После возвращения получил от Витовта Стародубское княжество (Северское).
Принимал участие в переговорах и заключении соглашений с Тевтонским орденом в 1398, 1411, 1422, 1431 годах, унии с Польшей. Участвовал в битве на Ворскле (1399), Грюнвальдской битве (1410). При правлении Витовта не имел политического влияния, поддерживал брата.

### Междоусобная война
После смерти Витовта и избрания великим князем Свидригайло в 1432 году Сигизмунд участвовал в заговоре против него, но Свидригайло смог бежать в Полоцк. При поддержке поляков Сигизмунд был избран великим князем, его власть признали Вильна, Троки, Ковно, Жемайтия, Гродно, Минск, Новогрудок, силой был подчинён Брест. Оставшиеся земли остались верны Свидригайло, который закрепился в Витебске.
Между Свидригайло и Сигизмундом началась междоусобная борьба. Чтобы привлечь на свою сторону феодалов из антипольской партии, Сигизмунд расширил все права, данные феодалам, принявшим католичество, на всех феодалов ВКЛ независимо от их вероисповедания. Но значительная часть бояр всё равно не поддерживала Сигизмунда, поскольку он вёл политику на подчинение ВКЛ Польше. Свидригайло потерпел тяжёлое поражение в битве под Вилькомиром (1435), и скоро (1437) Сигизмунд стал единовластным великим князем.

### Убийство
Сигизмунд был слишком подозрительным, вероятно зная, что антипольская партия всё равно изобилует сторонниками, потому всё время искал заговорщиков, даже мнимых, жестоко наказывал их, конфисковывал поместья, выносил смертные приговоры. От этого даже пошли слухи, что он желает истребить всех князей и бояр. Против него был организован заговор православных князей Ивана и Александра Чарторыйских и двух католиков — виленского воеводы Яна Довгерда и троцкого воеводы Петра Лялюша. В итоге заговора Сигизмунд был убит в Трокском полуостровном замке.